# 朝鮮鐘

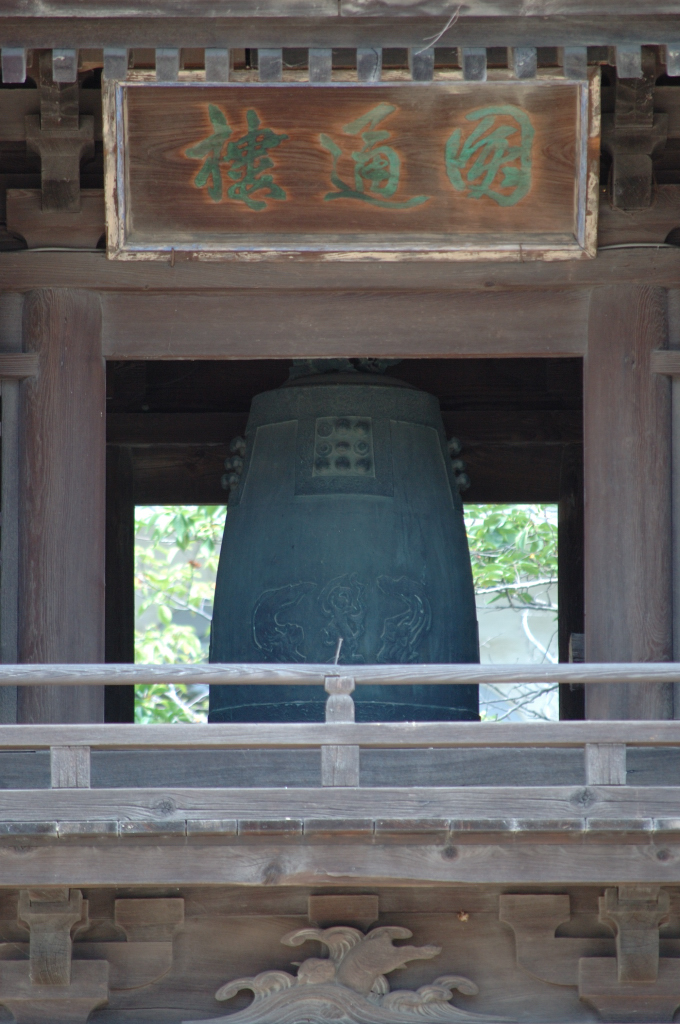
岡山県岡山市東区にある西大寺観音院の朝鮮鐘

朝鮮鐘（ちょうせんしょう、ちょうせんがね）は、朝鮮半島で主に統一新羅時代から高麗時代に鋳造された銅製の鐘の総称である。

## 特徴
単頭の竜頭と旗挿しという円筒管があり、肩と口辺に唐草模様などをめぐらす。袈裟襷がなく、胴部に飛天などの陽鋳を表したもの。

## 著名な鐘
大韓民国慶州市の聖徳大王神鐘（エミレ鐘）は、音が良いことで名高い。
日本には、47口の朝鮮鐘が確認されており、倭寇や文禄・慶長の役によって日本国内にもたらされたとする説や、寺から寺へと売り継がれて日本に伝来したとする説もある。
現在でも寺院の梵鐘として用いられているものもあり、著名なものでは、福井県敦賀市常宮神社の朝鮮鐘は国宝、岡山市東区西大寺観音院の朝鮮鐘は国指定の重要文化財、1985年に福岡県朝倉市（当時は甘木市）の中学校の改築工事中に出土した秋月城跡出土高麗鐘は福岡県の指定文化財になっている。
2012年3月に晋州市 (慶尚南道)の市長を名誉団長とする市民団体約30人が常宮神社を訪れ、朝鮮鐘の返還を要求した。

## 関連項目

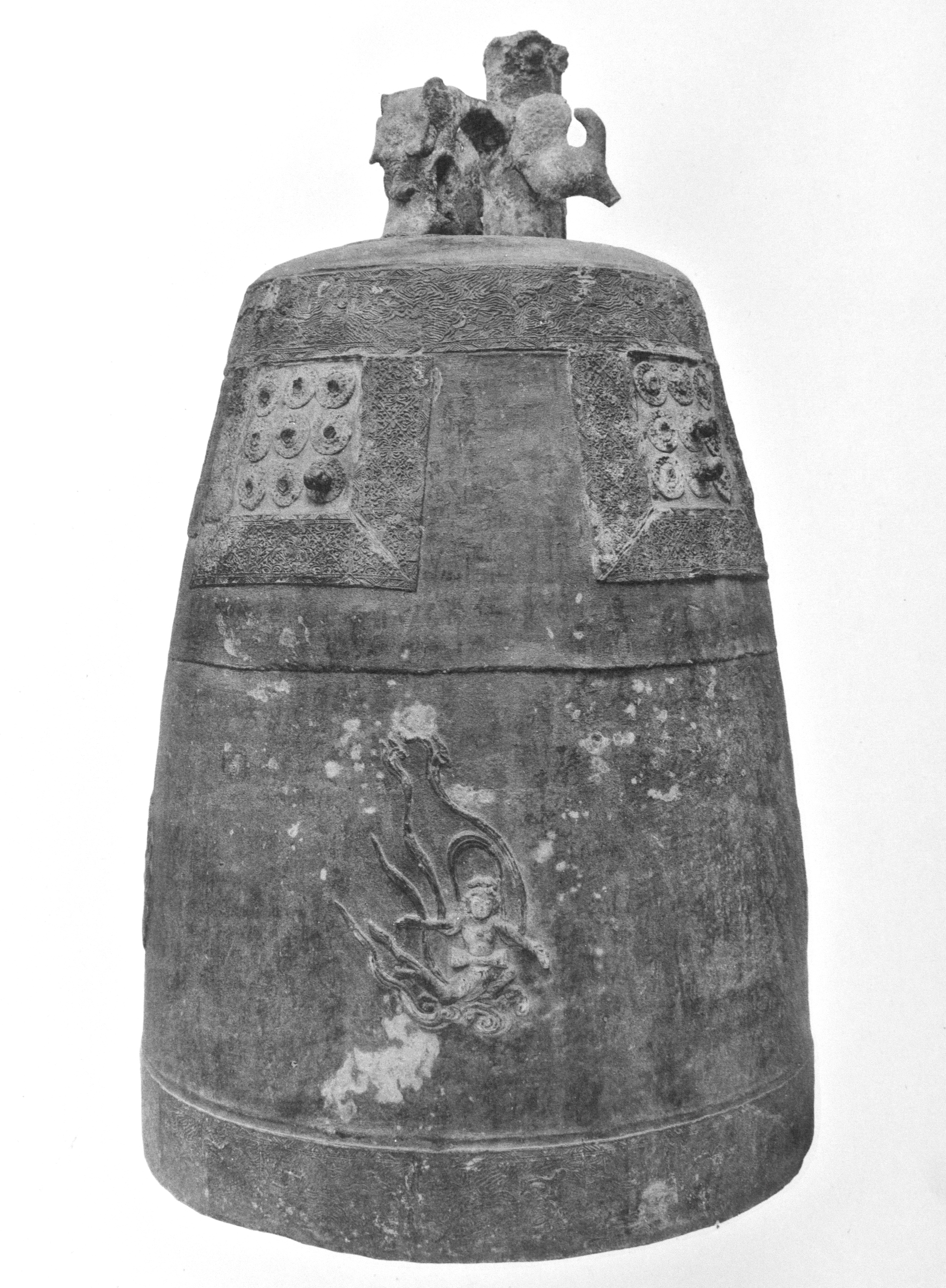
常宮神社朝鮮鐘（国宝）